# 3-я гвардейская танковая бригада
3-я гвардейская танковая Минско-Гданьская ордена Ленина Краснознамённая ордена Суворова бригада — гвардейская танковая бригада РККА, в годы Великой Отечественной войны.
Условное наименование — войсковая часть полевая почта (в/ч пп) № 19767.
Сокращённое наименование — 3 гв. тбр.

## История формирования
11 января 1942 года за массовый героизм личного состава 8-я танковая бригада была преобразована в 3-ю гвардейскую танковую бригаду, а её командир полковник Ротмистров 5 мая был награждён орденом Ленина.
Приказом НКО № 7 от 13 января 1942 года 8-я танковая бригада переформирована во 3-ю гвардейскую танковую бригаду.
После освобождения Калинина на башнях всех танков 3-й гвардейской бригады были нарисованы эмблемы — большие белые круги с цифрой «3» посредине и номером батальона снизу. Каждому танку присвоили название, которое писали белой краской на башне. В роте лейтенанта Гетманова танки назывались: «Сильный», «Смелый», «Суровый», «Славный», «Строгий».

17 апреля полковник Ротмистров был назначен на должность командира 7-го танкового корпуса, который формировался в районе Калинина на базе 3-й гвардейской танковой бригады. В конце июня из-за прорыва обороны советских войск противником в район Острогожска и возникшей угрозы захвата немцами Воронежа, корпус спешно был передислоцирован в район Ельца и включён в состав 5-й танковой армии под командованием генерал-майора А. И. Лизюкова.

## Боевой путь бригады
17 апреля 1942 года 3-я гв. тбр вместе с 62-й и 87-й танковыми бригадами и 7-й мотострелковой бригады вошла в состав 7-го танкового корпуса под командованием П. А. Ротмистрова
1 июля 1942 года бригада в составе 7-го танкового корпуса передислоцирована на Брянский фронт в район Ельца. 25 июля в результате решительного удара частями корпуса в районе Каменки танковая дивизия немцев была разгромлена. Важный удар был нанесён благодаря тесному взаимодействию танковых батальонов 3 гв. тбр, возглавляемых капитанами И. Я. Амелиным и Ф. Г. Тарасовым, которые на передовой отвлекли на себя большую часть сил противника и тем самым создали благоприятные условия для наступления другим частям корпуса. 11 августа-14 августа части 3 гв.тбр вели ожесточенные бои близ Ильиновки.
24 августа 1942 года бригада в составе корпуса переброшена на Сталинградский фронт. 11 сентября 3 гв. тбр вместе с другими бригадами корпуса вела бои за важные объекты близ хутора Бородкин.
1 декабря 1942 года бригада вошла в состав 5-й ударной армии. 14 декабря участвовала в боях по овладению Верхне-Чирским хутором, где из-за полученного ранения командира полковника И. А. Вовченко заменил полковник И. В. Сидякин.
20 декабря 1942 года бригада вошла в подчинение 2-й гвардейской армии Донского фронта находясь в подвижной механизированной группе генерала Ротмистрова. Ночью 24 декабря бригада совместно с 62-й танковой бригадой вела бой за овладение хутором Генераловский, который был успешно захвачен. 26 декабря все части корпуса переправились на левый берег Аксая, где её частями был захвачен Верхнеяблочный хутор. 27 декабря бригада вела успешные бои за Котельниковский.
5 февраля 1943 года бригада в составе 3-го гвардейского танкового корпуса дислоцирована в состав войск 40-й армии Воронежского фронта в район города Каменск-Шахтинский. С 6 марта 3 гв.тбр совместно с разведовательным батальоном и 19-й гвардейской танковой бригадой вела бои в направлении Белгород — Становой — Борисовка. С 13 марта в районе Становой 3 гв.тбр вела ожесточенные бои, перекрывая путь на Белгород. В данных боевых действиях отличился майор Д. П. Ларченко, который несмотря на тяжелое ранение продолжал вести бой. В его честь на башне танка появилась надпись «Дмитрий Ларченко».
21 апреля 1943 года бригада передислоцирована в район Воронежа. 15 августа вошла в подчинение 4-й гвардейской армии Воронежского фронта. С 25 августа 3 гв.тбр вступила в бой за Котельву, которую совместно с другими танковыми бригадами очистили от немцев 27 августа.
13 сентября 1943 г. бригада в составе 3-го гвардейского танкового корпуса вошла в состав войск 38-й армии Воронежского фронта. 16 сентября бригады корпуса овладели Матвеевкой, Бол. Ерошевкой и Волошиновкой, освободили Прилуки от гитлеровских захватчиков, ряд населенных пунктов в районах Туровки, Сергеевки и Гречаной Гребли, выполнив поставленные задачи генерала Н. Е. Чибисова.
24 февраля 1944 года бригада в составе 3-го гвардейского танкового корпуса выведена из резерва Ставки и переброшена на Ленинградский фронт, 28 марта — на 2-й Украинский фронт в район Винницы, 28 апреля включена в состав 5-й гвардейской танковой армии.
2 мая 3-я гвардейская танковая бригада, взаимодействующая с 6-й стрелковой дивизией, атаковала фашистов 65 танками. После упорного боя бригада, обходным манёвром овладела важной высотой и деревней Васканий, выполняя задачу наступать в общем направлении на Роман.
8 июня 1944 года бригада передислоцировалась в район Смоленска, где вошла в подчинение 3-го Белорусского фронта. С 26 июня 3 гв.тбр, начиная продвижение из лесов западнее Лиозно, во взаимодействии со 2-й гвардейской мотострелковой бригадой овладела населенным пунктом Крупки, и продолжила наступление вдоль Минской автомагистрали, участвовали в освобождении Борисово. 26 июля бригада одолела в бою у деревни Вепряй части 69-й пехотной дивизии немцев, а в результате жестоких боёв 28 июля командир 3-й гвардейской танковой бригады полковник К. А. Гриценко и его заместитель по политчасти подполковник И. Ш. Шехмейстер погибли, исполнять обязанности было поручено начальнику оперативного отдела корпуса А. С. Аксенову.
17 августа 1944 года бригада вошла в состав 1-го Прибалтийского фронта, где части участвовали в штурме Мемеля. Отличились воины 2-го
танкового батальона старшего лейтенанта А. С. Селезнева, которые стремительным ударом по флангу противника уничтожили 10 танков, 5 бронетранспортеров и до 60 солдат и офицеров, чем вынудили врага отойти. Батальон выполнил боевую задачу, выбив немцев из Штервели.
6 декабря 1944 года бригада передислоцировалась в район Замбрув (Польша), где вошла в состав войск 2-го Белорусского фронта.
22 февраля 1945 года бригада в составе 3-го гвардейского танкового корпуса переподчинена 19-й армии. Участвовала в Кезлинской и Данцигской операциях. 25 февраля части 3-й гв.тбр под командованием майора И. А. Сорокина с ходу опрокинули противника в районе Кристфельде, ворвались в Бишофсвальде и повели наступление на Берг, а к утру 26 февраля очистили от врага Бальденберг. 1 марта передовой отряд 3-й гв.тбр ворвался в Цанов, где вёл ожесточенные бои на улицах города, в итоге одержав победу. 2 марта бригада участвовала во взятии Кёзлина. 10 марта - в боях за Лауенбург.
29 марта 1945 года бригада в составе того же корпуса переподчинена 70-й армии. 27 апреля части бригады участвовали во взятии Лихтенберга, 29 апреля - Нейбранденбурга, 30 апреля - Лааге, Ростока.
С 5 мая 1945 г. вышла в район города Висмар и в дальнейших боевых действиях не участвовала.
4 июля 1945 г. переформирована в 3-й гв. танковый полк (в/ч № 19767) 3-й гв. танковой дивизии.

## Командный состав бригады

### Командиры бригады
- Ротмистров Павел Алексеевич (11.01.1942 — 26.04.1942), гвардии полковник;
- Вовченко, Иван Антонович (27.04.1942 — 14.12.1942), гвардии подполковник;
- Сидякин Иван Васильевич (15.12.1942 — 27.04.1943), гвардии полковник;
- Походзеев, Георгий Антонович (28.04.1943 — 06.10.1943), гвардии полковник;
- Гриценко, Константин Андреевич (08.10.1943 — 28.07.1944), гвардии подполковник (погиб 28.07.1944);
- Аксёнов, Александр Степанович (30.07.1944 — 28.08.1944), гвардии подполковник;
- Андреев, Василий Иванович (29.08.1944 — 15.10.1944), гвардии полковник;
- Егоров, Фёдор Хрисанфович (16.10.1944 — 09.05.1945), гвардии подполковник[29][30]

## Подчинение
| Вышестоящие воинские части 3-й гвардейской танковой бригады | Вышестоящие воинские части 3-й гвардейской танковой бригады | Вышестоящие воинские части 3-й гвардейской танковой бригады | Вышестоящие воинские части 3-й гвардейской танковой бригады | Вышестоящие воинские части 3-й гвардейской танковой бригады |
| Дата                                                        | Фронт (округ)                                               | Армия                                                       | Корпус                                                      |                                                             |
| ----------------------------------------------------------- | ----------------------------------------------------------- | ----------------------------------------------------------- | ----------------------------------------------------------- | ----------------------------------------------------------- |
| 01.02.1942                                                  | Калининский фронт                                           | 39-я армия                                                  |                                                             |                                                             |
| 01.04.1942                                                  | Калининский фронт                                           |                                                             |                                                             |                                                             |
| 01.05.1942                                                  | Калининский фронт                                           |                                                             | 7-й танковый корпус                                         |                                                             |
| 01.07.1942                                                  | Резерв ВГК                                                  |                                                             | 7-й танковый корпус                                         |                                                             |
| 01.08.1942                                                  | Брянский фронт                                              |                                                             | 7-й танковый корпус                                         |                                                             |
| 01.09.1942                                                  | Сталинградский фронт                                        | 1-я гвардейская армия                                       | 7-й танковый корпус                                         |                                                             |
| 01.10.1942                                                  | Донской фронт                                               | 66-я армия                                                  | 7-й танковый корпус                                         |                                                             |
| 01.11.1942                                                  | Приволжский военный округ                                   |                                                             | 7-й танковый корпус                                         |                                                             |
| 01.12.1942                                                  | Резерв ВГК                                                  |                                                             | 7-й танковый корпус                                         |                                                             |
| 01.01.1943                                                  | Южный фронт                                                 |                                                             | 3-й гвардейский танковый корпус                             |                                                             |
| 01.02.1943                                                  | Южный фронт                                                 | 2-я гвардейская армия                                       | 3-й гвардейский танковый корпус                             |                                                             |
| 01.03.1943                                                  | Южный фронт                                                 |                                                             | 3-й гвардейский танковый корпус                             |                                                             |
| 01.04.1943                                                  | Резерв ВГК                                                  |                                                             | 3-й гвардейский танковый корпус                             |                                                             |
| 01.05.1943                                                  | Степной военный округ                                       |                                                             | 3-й гвардейский танковый корпус                             |                                                             |
| 01.06.1943                                                  | Резерв ВГК                                                  | 4-я гвардейская армия                                       | 3-й гвардейский танковый корпус                             |                                                             |
| 01.09.1943                                                  | Воронежский фронт                                           | 4-я гвардейская армия                                       | 3-й гвардейский танковый корпус                             |                                                             |
| 01.10.1943                                                  | Воронежский фронт                                           | 38-я армия                                                  | 3-й гвардейский танковый корпус                             |                                                             |
| 01.11.1943                                                  | Резерв ВГК                                                  |                                                             | 3-й гвардейский танковый корпус                             |                                                             |
| 01.12.1943                                                  | Московский военный округ                                    |                                                             | 3-й гвардейский танковый корпус                             |                                                             |
| 01.01.1944                                                  | Резерв ВГК                                                  |                                                             | 3-й гвардейский танковый корпус                             |                                                             |
| 01.02.1944                                                  | Московский военный округ                                    |                                                             | 3-й гвардейский танковый корпус                             |                                                             |
| 01.03.1944                                                  | Ленинградский фронт                                         |                                                             | 3-й гвардейский танковый корпус                             |                                                             |
| 01.05.1944                                                  | 2-й Украинский фронт                                        |                                                             | 3-й гвардейский танковый корпус                             |                                                             |
| 01.06.1944                                                  | Резерв ВГК                                                  | 5-я гвардейская танковая армия                              | 3-й гвардейский танковый корпус                             |                                                             |
| 01.07.1944                                                  | 3-й Белорусский фронт                                       | 5-я гвардейская танковая армия                              | 3-й гвардейский танковый корпус                             |                                                             |
| 01.09.1944                                                  | 1-й Прибалтийский фронт                                     | 5-я гвардейская танковая армия                              | 3-й гвардейский танковый корпус                             |                                                             |
| 01.01.1945                                                  | 2-й Белорусский фронт                                       |                                                             | 3-й гвардейский танковый корпус                             |                                                             |
| 01.03.1945                                                  | 2-й Белорусский фронт                                       | 19-я армия                                                  | 3-й гвардейский танковый корпус                             |                                                             |
| 01.04.1945                                                  | 2-й Белорусский фронт                                       |                                                             | 3-й гвардейский танковый корпус                             |                                                             |

## Отличившиеся воины бригады
- Данилов, Алексей Ильич, гвардии сержант, стрелок-радист танка Т-34-85, 2-го танкового батальона
- Дмитриевский, Борис Николаевич, гвардии старший лейтенант, командир танковой роты
- Ерофеевских, Леонид Константинович, гвардии капитан, командир моторизованного батальона автоматчиков[31]
- Петряев, Александр Акимович, гвардии сержант, механик водитель танка Т-34-85.
- Рак, Павел Николаевич, гвардии лейтенант, парторг танковой роты
- Рогожников, Федосий Васильевич, гвардии капитан, командир танкового батальона.
- Рощин, Иван Дмитриевич, гвардии младший лейтенант, командир танка
- Сорокин, Иван Алексеевич, гвардии майор, заместитель командира бригады
- Яборов, Иван Петрович, гвардии майор, заместитель командира моторизованного батальона автоматчиков по политической части[32]
- Глотов, Николай Тимофеевич, гвардии сержант, командир отделения автоматчиков моторизованного батальона автоматчиков
- Зазорин, Георгий Александрович, гвардии старшина, механик-водитель танка
- Ларькин, Иван Фёдорович, гвардии младший сержант, радист-пулемётчик танка
- Фёдоров, Иван Михайлович, гвардии старшина, механик-водитель[33]

## Награды и наименования
| Награда (наименование)            | Дата награждения                                                               | За что получена |
| --------------------------------- | ------------------------------------------------------------------------------ | --- |
| Почётное звание «Гвардейская»     | присвоено приказом Народного комиссара обороны СССР № 7 от 11 января 1942 года | за проявленную отвагу в боях за отечество с немецкими захватчиками, за стойкость, мужество, дисциплину, организованность и героизм личного состава                    |
| Почётное наименование «Минская»   | присвоено приказом Верховного главнокомандующего № 0203 от 23 июля 1944 года   | за отличия в боях за овладение столицей Советской Белоруссии городом Минск                                                                                            |
| Почётное наименование «Гданьская» | присвоено приказом Верховного главнокомандующего № 082 от 17 мая 1945 года     | в ознаменование одержанной победы и отличия в боях за овладение городом Гданьск                                                                                       |
| Орден Ленина                      | награждена указом Президиума Верховного Совета СССР от 26 апреля 1945 года     | за образцовое выполнение заданий командования в боях с немецкими захватчиками при овладении городами Лауенбург, Картузы и проявленные при этом доблесть и мужество    |
| Орден Красного Знамени            | награждена указом Президиума Верховного Совета СССР от 25 июля 1944 года       | за образцовое выполнение заданий командования в боях с немецкими захватчиками, за овладение городом Вильнюс и проявленные при этом доблесть и мужество                |
| Орден Суворова II степени         | награждена указом Президиума Верховного Совета СССР от 5 апреля 1945 года      | за образцовое выполнение заданий командования в боях с немецкими захватчиками при овладении городами Руммельсбург, Поллнов и проявленные при этом доблесть и мужество |

## Послевоенная история
10 июля 1945 года, в соответствии с директивой Ставки Верховного Главнокомандования № 11097 от 29 мая 1945 года, 3-я гвардейская танковая бригада, в составе 3-го гвардейского танкового корпуса вошла в Северную группу войск, с местом дислокации город Краков, Польской Народной Республики.
4 июля 1945 года, на основании приказа НКО СССР № 0013 от 10 июня 1945 года, 3-я гвардейская танковая бригада была преобразована в 3-й гвардейский танковый Минско-Гданьский ордена Ленина Краснознамённый ордена Суворова полк (в/ч 19767) 3-й гвардейской танковой Котельниковской Краснознамённой ордена Суворова дивизии (в/ч 44181) в подчинении СГВ.
В июне 1946 года 3-й гвардейский танковый полк в составе 3-й гвардейской танковой дивизии вошёл в 7-ю механизированную армию. 20 декабря 1946 года 7-я механизированная армия была переформирована в 7-ю отдельную кадровую танковую дивизию. В связи с этим 3-я гвардейская танковая дивизия была свёрнута в 3-й гвардейский кадровый танковый полк, а входящий в неё 3-й гвардейский танковый полк — в 3-й гвардейский кадровый танковый батальон. В мае 1948 года 7-я отдельная кадровая танковая дивизия была передислоцирована в город Борисов. 21 марта 1950 года 7-я отдельная танковая дивизия была развёрнута в 7-ю механизированную армию в составе Белорусского военного округа, 3-й гвардейский кадровый танковый полк снова стал дивизией, а 3-й гвардейский кадровый танковый батальон — полком с местом дислокации населённый пункт Заслоново, Лепельского района.
20 мая 1957 года 7-я механизированная армия была преобразована в 7-ю танковую армию, 3-й гвардейский танковый полк находился в составе этой армии до момента своего расформирования. 1 июня 1989 года 3-я гвардейская танковая дивизия была свёрнута в 5357-ю гвардейскую базу хранения вооружения и техники, а входивший в неё 3-й гвардейский танковый полк расформирован.